# X.21

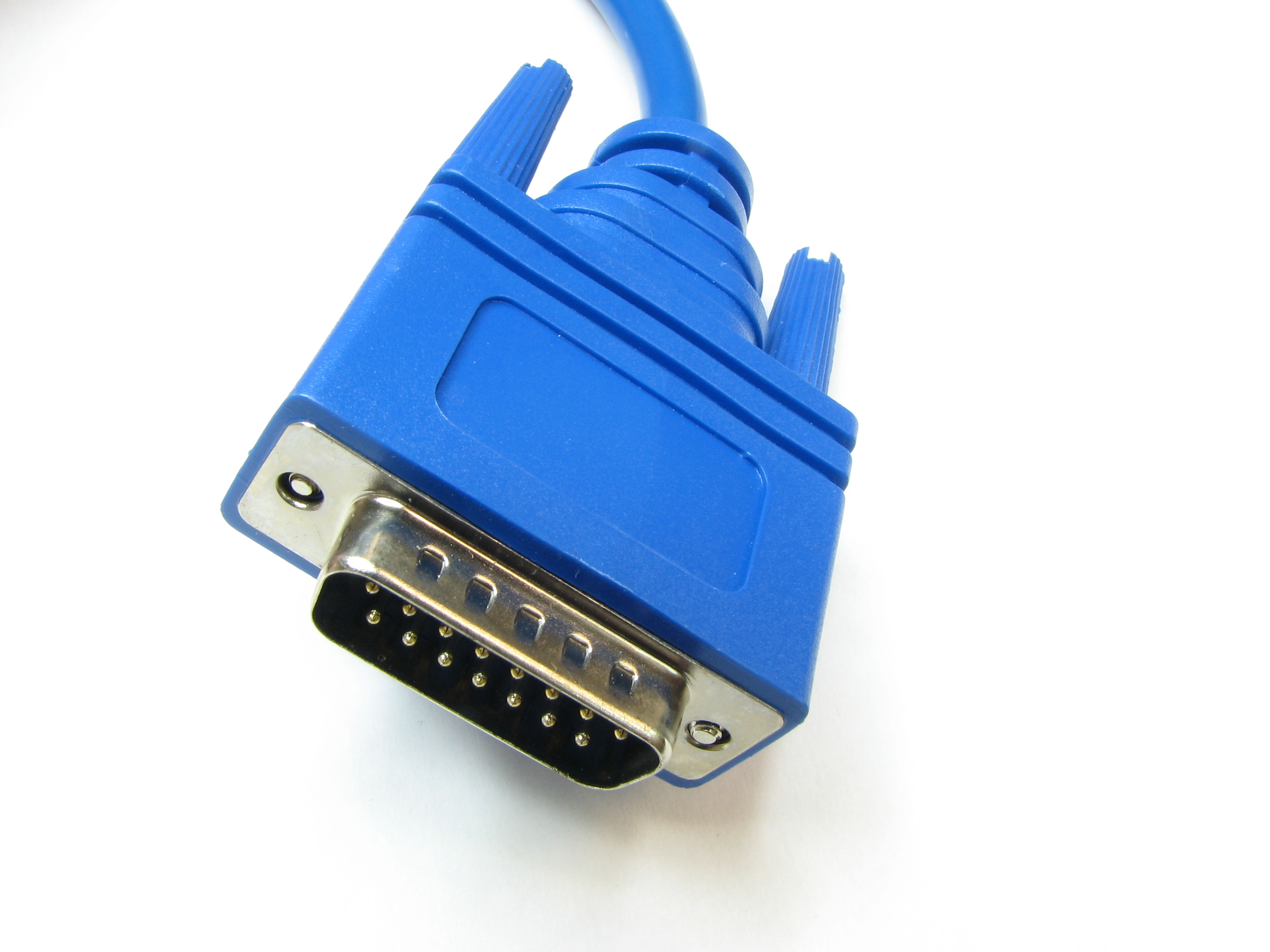
15-kolíkový konektor D-Sub pro X.21.

X.21 (někdy psáno bez tečky jako X21) je doporučení ITU-T přijaté v polovině 70. let 20. století standardizující rozhraní pro digitální komunikaci pomocí diferenciálních signálů. X.21 bylo navrženo jako rozhraní mezi zařízením poskytovatele telekomunikačních služeb a zařízením zákazníka pro veřejné datové sítě. X.21 specifikuje prvky fyzického rozhraní mezi KZD a UZD, způsob přenosu řídicích znaků pro řízení spojení, a způsob detekce chyb, prvky pro řízení spojení při přepojování okruhů a testovací smyčky.
Při použití s obvody podle V.11 umožňuje X.21 plně duplexní synchronní komunikaci rychlostmi 600 bit/s až 10 Mbit/s. Za správné taktování dat je odpovědný poskytovatel telekomunikačních služeb (telefonní společnost), který dodává hodinový signál (anglicky Signal Element Timing). X.21 normálně používá 15-kolíkový konektor D-Sub.
V Evropě a v Japonsku se X.21 rozšířilo v 80. letech 20. století díky nástupu veřejných a privátních datových sítí založených na protokolu X.25, ve kterých je X.21 jednou z možností pro realizaci fyzické vrstvy. X.21 lze používat jak v sítích s přepojováním paketů, tak i s přepojováním okruhů. Příkladem byla skandinávské síť DATEX a německá síť DATEX-L.